# Bas-Oha
Bas-Oha is een dorp in de Belgische provincie Luik en een deelgemeente van de gemeente Wanze. Tot 1 januari 1977 was het een zelfstandige gemeente.
De deelgemeente Bas-Oha bestaat uit twee belangrijke delen: Bas-Oha op de oever van de Maas en Oha in het noorden en hoger gelegen op het plateau. In het westen zijn er nog de twee gehuchten:  Java en Lamalle.

## Demografische ontwikkeling
- Bron: NIS; Opm:1831 t/m 1970=volkstellingen, 1976= inwoneraantal op 31 december

## Bezienswaardigheden
- Kerk Sint-Lambert.
- Rood Kasteel bij de Maas
- Kasteel met het horloge daterend van einde 18e eeuw
- Kasteel Coulon, een kasteeltje uit de 15de eeuw, beschermd als monument
- Kasteel Blanc uit 1765
- Hoeve van Oha, vierkantshoeve in baksteen
- Kapel Sint-Ghislain van d'Oha in de Rue Adrien David.
- Bron: Fontaine Saint Lambert.

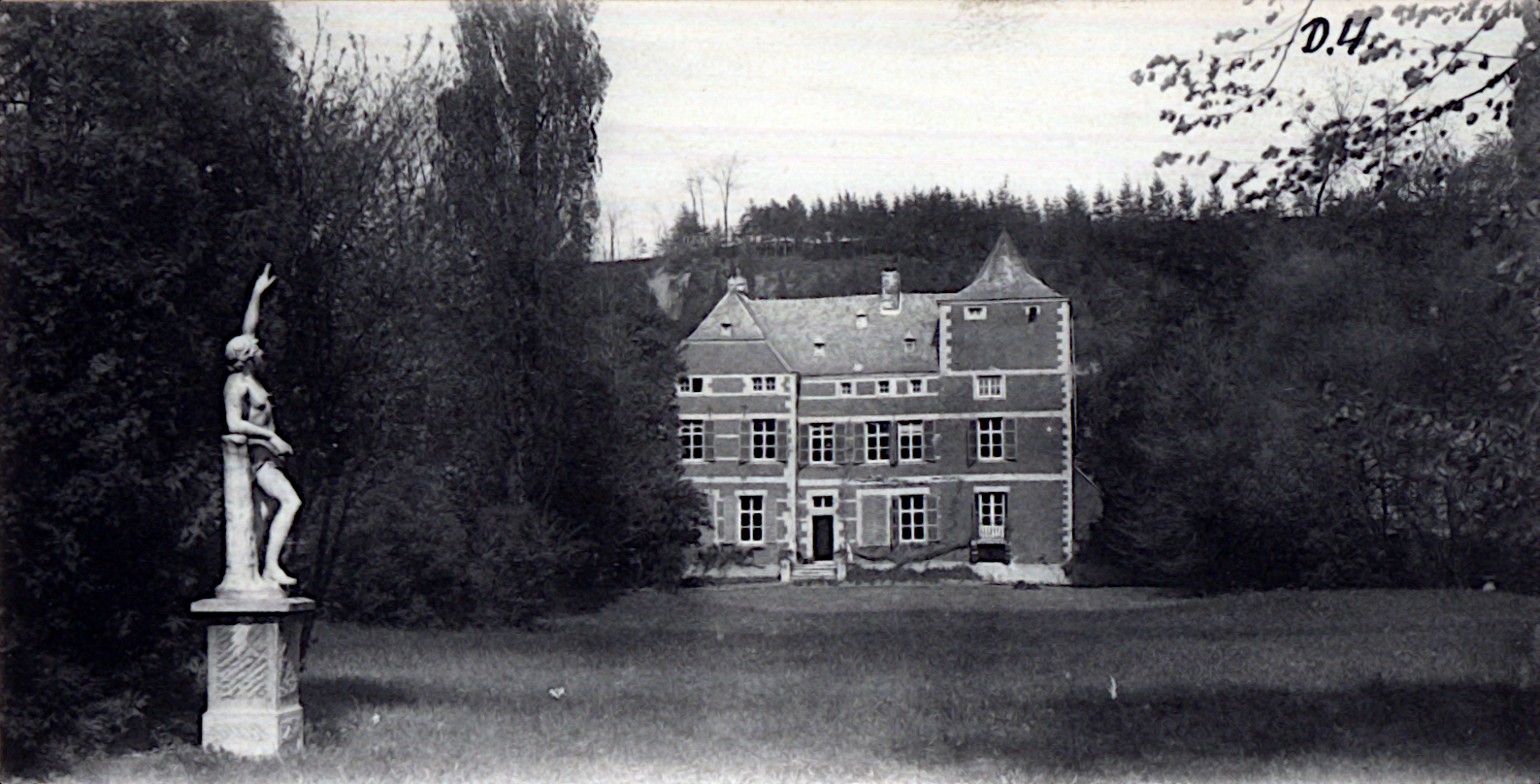
Rood kasteel (postkaart)
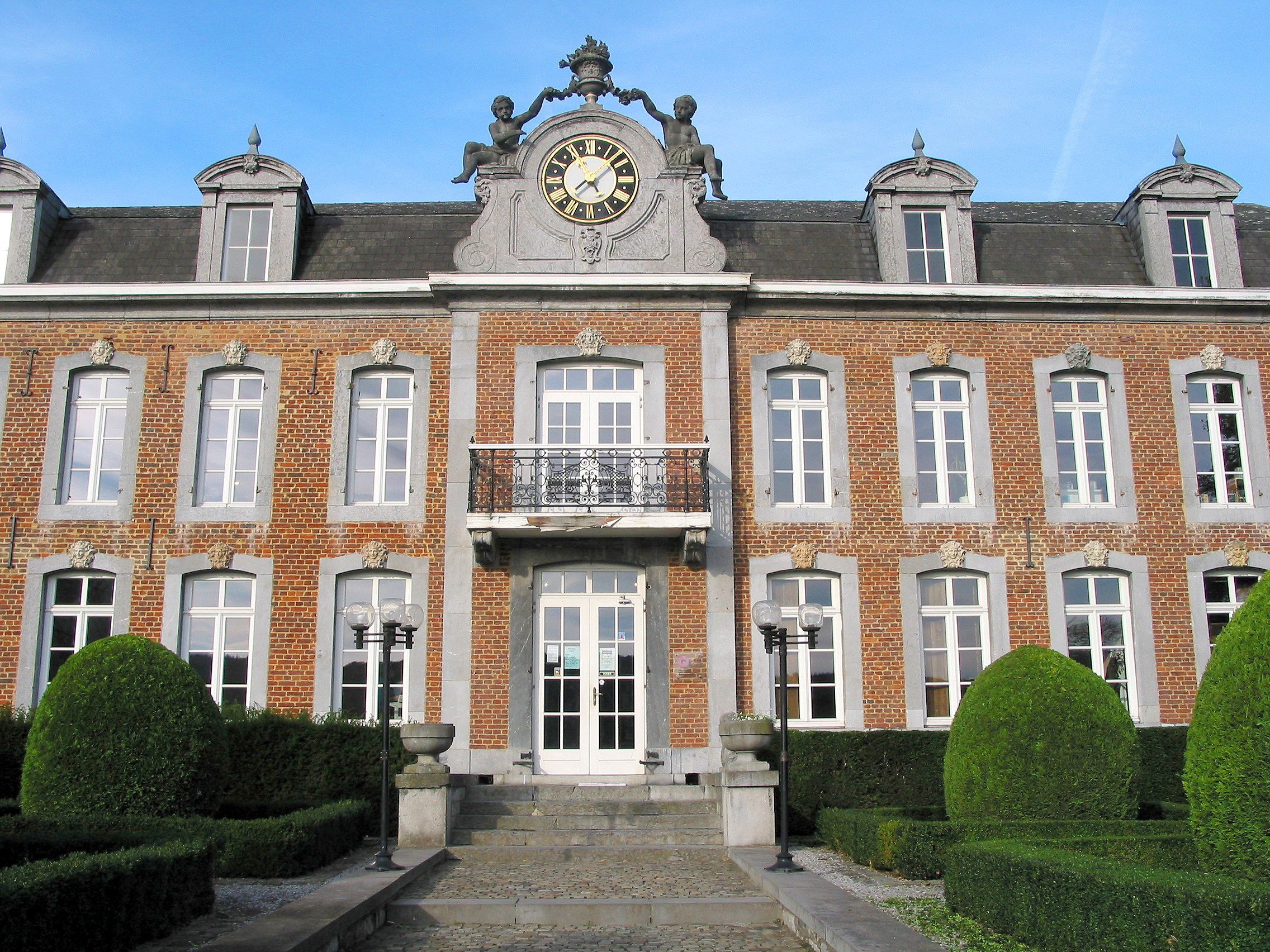
Kasteel met het Horloge
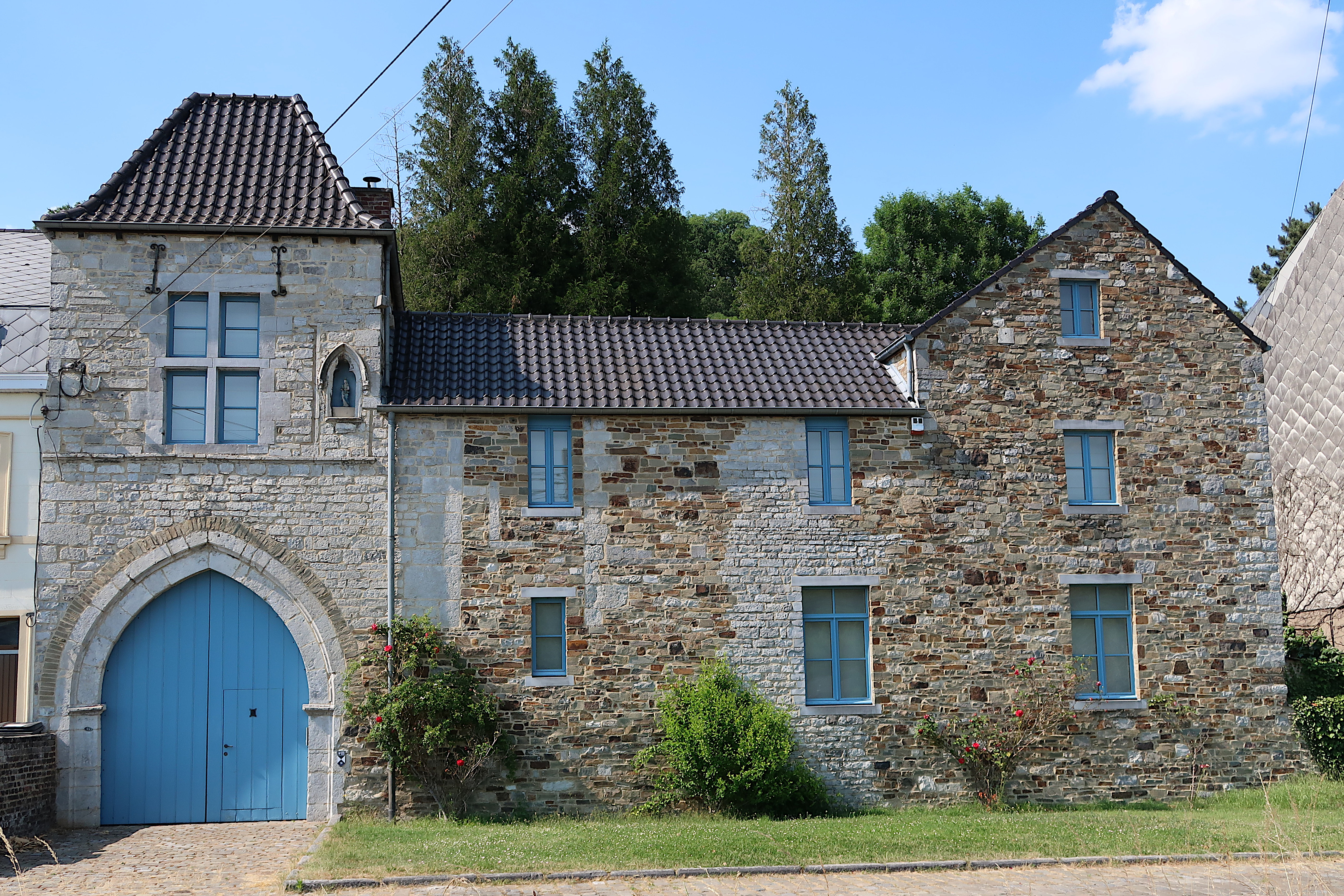
Kasteel Coulon
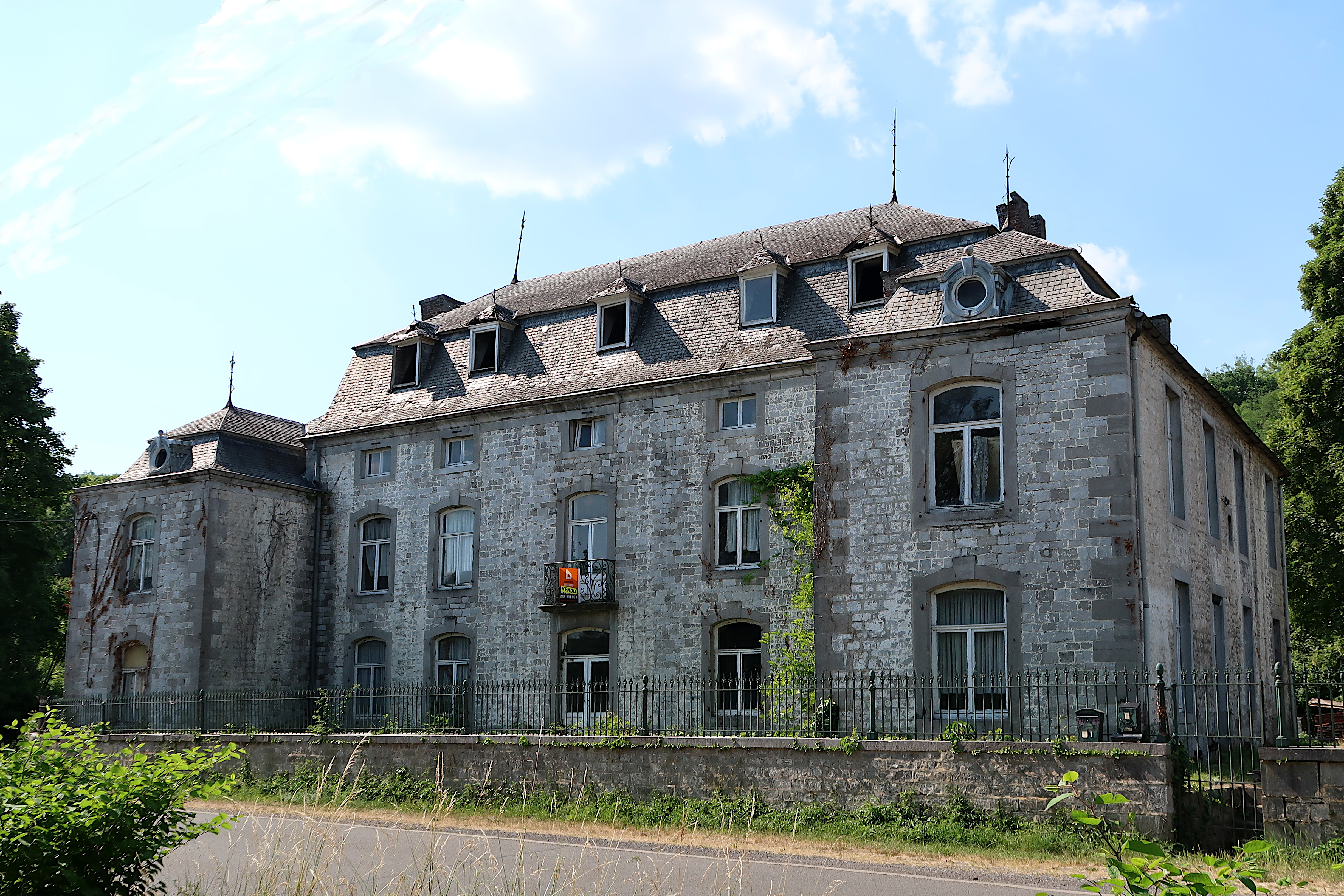
Kasteel Blanc

Deelgemeenten: Antheit ·Bas-Oha · Huccorgne · Moha · Vinalmont · Wanze

Belgische gemeenten · Arrondissement Hoei · provincie Luik · Wallonië